# Jonquière (circonscription provinciale)
Circonscription électorale provinciale du Canada
Jonquière est une circonscription électorale québécoise. Son nom provient de celui de l'ancienne ville de Jonquière, désormais un arrondissement de la ville de Saguenay. Jonquière a été nommée en l'honneur de Jacques-Pierre de Taffanel de La Jonquière, gouverneur de la Nouvelle-France de 1749 à 1752.

## Historique
La circonscription de Jonquière est une nouvelle circonscription créée en 1965 à partir de la circonscription de Jonquière-Kénogami. En 1972, ses limites sont modifiées lorsque la municipalité de Larouche ainsi que le territoire peu habité de sa partie sud passent dans la circonscription de Lac-Saint-Jean. Le changement suivant n'a lieu qu'en 2011, alors que la petite section située au nord du Saguenay est attribuée à la circonscription de Dubuc. C'était la circonscription du premier ministre Lucien Bouchard de 1996 à 2001.

## Territoire et limites
La circonscription de Jonquière s'étend sur la partie sud de la ville de Saguenay.

## Liste des députés

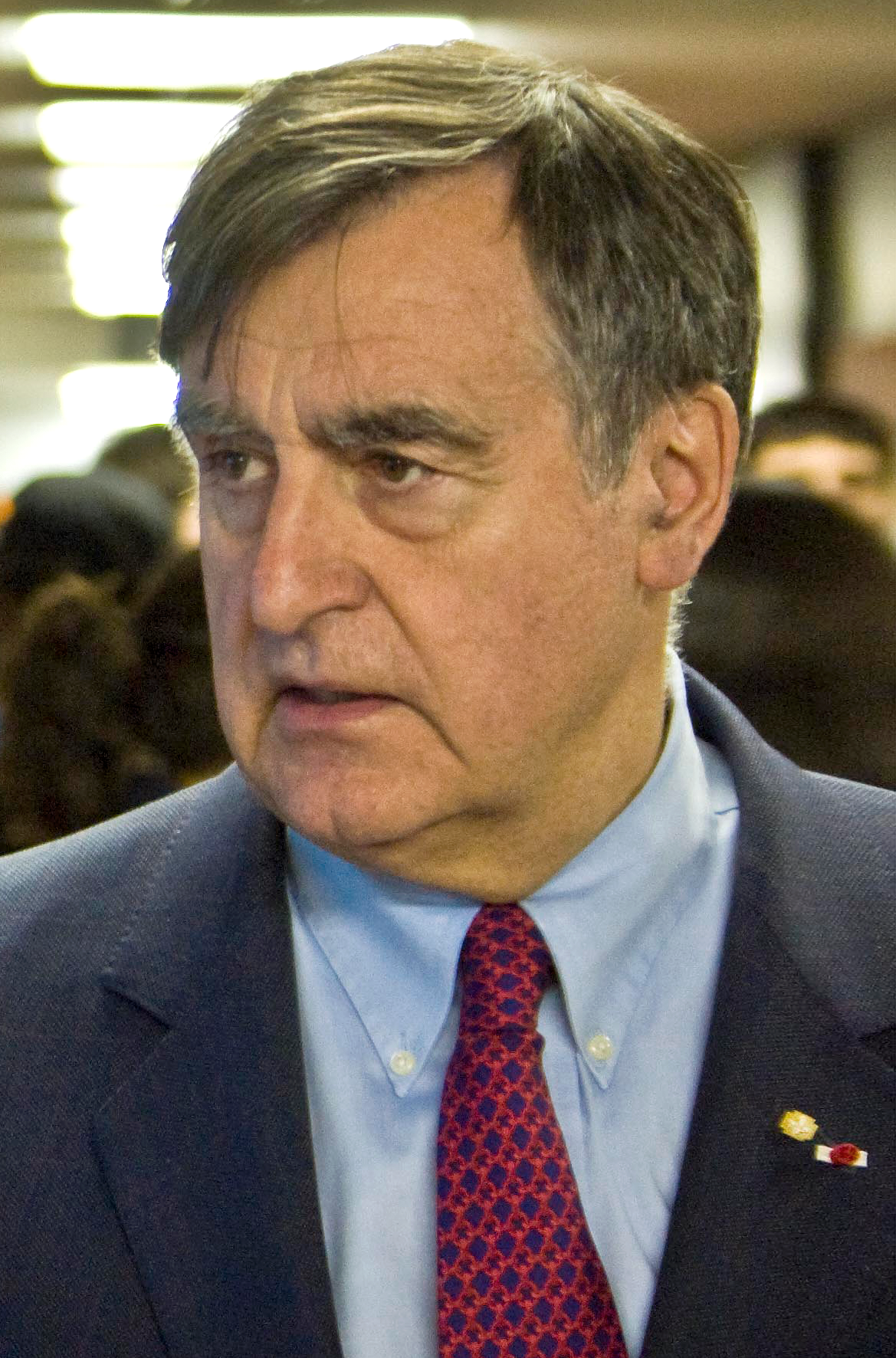
Lucien Bouchard est député de Jonquière de 1996 à 2001. Il est premier ministre du Québec à la même période pour le Parti québécois.

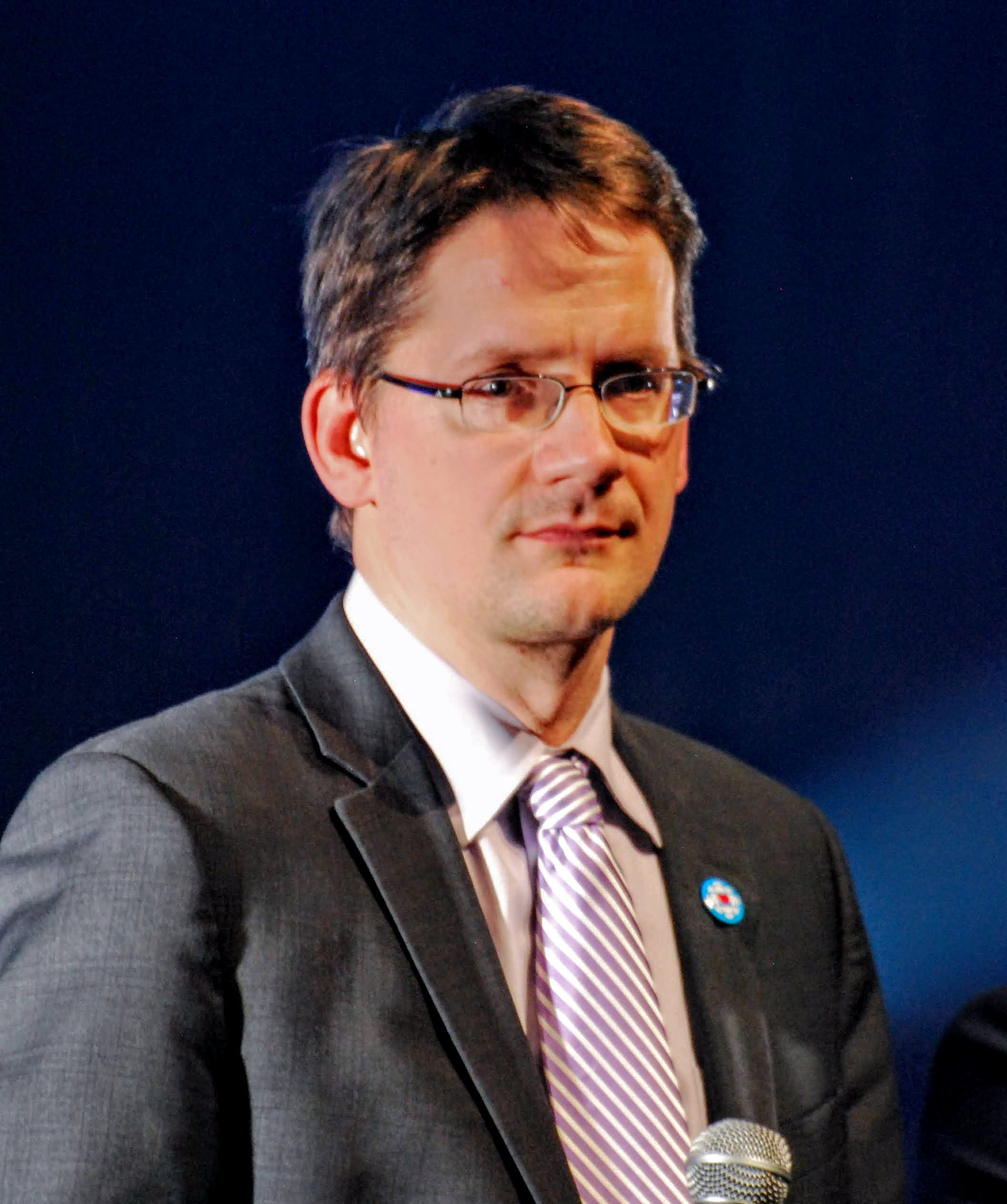
Sylvain Gaudreault est député de Jonquière de 2007 à 2022 pour le Parti québécois.

| Législature                               | Années       | Député          | Député              | Parti            |
| ----------------------------------------- | ------------ | --------------- | ------------------- | ---------------- |
| Jonquière Créée depuis Jonquière-Kénogami |              |                 |                     |                  |
| 28e                                       | 1966–1970    |                 | Gérald Harvey       | Libéral          |
| 29e                                       | 1970–1973    |                 | Gérald Harvey       | Libéral          |
| 30e                                       | 1973–1976    |                 | Gérald Harvey       | Libéral          |
| 31e                                       | 1976–1980    |                 | Claude Vaillancourt | Parti québécois  |
| 32e                                       | 1981–1983    |                 | Claude Vaillancourt | Parti québécois  |
| 32e                                       | 1983–1985    |                 | Aline Saint-Amand   | Libéral          |
| 33e                                       | 1985–1989    |                 | Francis Dufour      | Parti québécois  |
| 34e                                       | 1989–1994    |                 | Francis Dufour      | Parti québécois  |
| 35e                                       | 1994–1996    |                 | Francis Dufour      | Parti québécois  |
| 35e                                       | 1996–1998    | Lucien Bouchard |                     | Parti québécois  |
| 36e                                       | 1998–2001    | Lucien Bouchard |                     | Parti québécois  |
| 36e                                       | 2001–2003    |                 | Françoise Gauthier  | Libéral          |
| 37e                                       | 2003–2007    |                 | Françoise Gauthier  | Libéral          |
| 38e                                       | 2007–2008    |                 | Sylvain Gaudreault  | Parti québécois  |
| 39e                                       | 2008–2012    |                 | Sylvain Gaudreault  | Parti québécois  |
| 40e                                       | 2012–2014    |                 | Sylvain Gaudreault  | Parti québécois  |
| 41e                                       | 2014–2018    |                 | Sylvain Gaudreault  | Parti québécois  |
| 42e                                       | 2018–2022    |                 | Sylvain Gaudreault  | Parti québécois  |
| 43e                                       | 2022–présent |                 | Yannick Gagnon      | Coalition avenir |

## Résultats électoraux

### Évolution pour les principaux partis
| |
| - Parti libéral - Union nationale (ancien) - Parti québécois - Crédit social (ancien) - Action démocratique (ancien) - Québec solidaire - Coalition avenir - Parti conservateur |

### Résultats détaillés
|                                                                                               | Nom                           | Parti            | Nombre de voix | %      | Maj.   |
| --------------------------------------------------------------------------------------------- | ----------------------------- | ---------------- | -------------- | ------ | ------ |
|                                                                                               | Yannick Gagnon                | Coalition avenir | 18 196         | 59,4 % | 12 284 |
|                                                                                               | Caroline Dubé                 | Parti québécois  | 5 912          | 19,3 % | -      |
|                                                                                               | Isabelle Champagne            | Conservateur     | 2 926          | 9,6 %  | -      |
|                                                                                               | Karla Cynthia Garcia Martinez | Québec solidaire | 2 778          | 9,1 %  | -      |
|                                                                                               | Wilda Solon                   | Libéral          | 648            | 2,1 %  | -      |
|                                                                                               | Line Bélanger                 | Parti nul        | 177            | 0,6 %  | -      |
| Total                                                                                         | Total                         | Total            | 30 637         | 100 %  |        |
| Le taux de participation lors de l'élection était de 68,5 % et 387 bulletins ont été rejetés. |                               |                  |                |        |        |

|                                                                                               | Nom                          | Parti            | Nombre de voix | %      | Maj.  |
| --------------------------------------------------------------------------------------------- | ---------------------------- | ---------------- | -------------- | ------ | ----- |
|                                                                                               | Sylvain Gaudreault (sortant) | Parti québécois  | 14 887         | 48,4 % | 4 890 |
|                                                                                               | Benoit Rochefort             | Coalition avenir | 9 997          | 32,5 % | -     |
|                                                                                               | Alexandre Duguay             | Libéral          | 3 029          | 9,8 %  | -     |
|                                                                                               | Marcel Lapointe              | Québec solidaire | 2 242          | 7,3 %  | -     |
|                                                                                               | Jimmy Voyer                  | Conservateur     | 337            | 1,1 %  | -     |
|                                                                                               | Julie Sion                   | Vert             | 296            | 1 %    | -     |
| Total                                                                                         | Total                        | Total            | 30 788         | 100 %  |       |
| Le taux de participation lors de l'élection était de 69,3 % et 438 bulletins ont été rejetés. |                              |                  |                |        |       |

|                                                                                               | Nom                          | Parti            | Nombre de voix | %      | Maj.  |
| --------------------------------------------------------------------------------------------- | ---------------------------- | ---------------- | -------------- | ------ | ----- |
|                                                                                               | Sylvain Gaudreault (sortant) | Parti québécois  | 13 487         | 43,5 % | 5 233 |
|                                                                                               | Tommy Pageau                 | Libéral          | 8 254          | 26,6 % | -     |
|                                                                                               | Mélanie Boucher              | Coalition avenir | 7 318          | 23,6 % | -     |
|                                                                                               | Réjean Dumais                | Québec solidaire | 1 608          | 5,2 %  | -     |
|                                                                                               | Nicolas Beaulieu             | Option nationale | 326            | 1,1 %  | -     |
| Total                                                                                         | Total                        | Total            | 30 993         | 100 %  |       |
| Le taux de participation lors de l'élection était de 69,5 % et 738 bulletins ont été rejetés. |                              |                  |                |        |       |

|                                                                                               | Nom                          | Parti            | Nombre de voix | %      | Maj.  |
| --------------------------------------------------------------------------------------------- | ---------------------------- | ---------------- | -------------- | ------ | ----- |
|                                                                                               | Sylvain Gaudreault (sortant) | Parti québécois  | 16 429         | 48,2 % | 7 889 |
|                                                                                               | Pierre-Olivier Simard        | Coalition avenir | 8 540          | 25,1 % | -     |
|                                                                                               | Martine Girard               | Libéral          | 6 833          | 20,1 % | -     |
|                                                                                               | Réjean Dumais                | Québec solidaire | 1 089          | 3,2 %  | -     |
|                                                                                               | Sébastien Lévesque           | Option nationale | 427            | 1,3 %  | -     |
|                                                                                               | Alain Létourneau             | Parti nul        | 269            | 0,8 %  | -     |
|                                                                                               | Alexis St-Gelais             | Union citoyenne  | 265            | 0,8 %  | -     |
|                                                                                               | Tommy Gagnon                 | Indépendant      | 218            | 0,6 %  | -     |
| Total                                                                                         | Total                        | Total            | 34 070         | 100 %  |       |
| Le taux de participation lors de l'élection était de 76,1 % et 413 bulletins ont été rejetés. |                              |                  |                |        |       |

|                                                                                               | Nom                          | Parti               | Nombre de voix | %      | Maj.  |
| --------------------------------------------------------------------------------------------- | ---------------------------- | ------------------- | -------------- | ------ | ----- |
|                                                                                               | Sylvain Gaudreault (sortant) | Parti québécois     | 13 077         | 47,7 % | 2 710 |
|                                                                                               | Martine Girard               | Libéral             | 10 367         | 37,8 % | -     |
|                                                                                               | Marc Jomphe                  | Action démocratique | 2 913          | 10,6 % | -     |
|                                                                                               | Gabrielle Desbiens           | Québec solidaire    | 1 068          | 3,9 %  | -     |
| Total                                                                                         | Total                        | Total               | 27 425         | 100 %  |       |
| Le taux de participation lors de l'élection était de 62,5 % et 470 bulletins ont été rejetés. |                              |                     |                |        |       |

|                                                                                               | Nom                           | Parti               | Nombre de voix | %      | Maj.  |
| --------------------------------------------------------------------------------------------- | ----------------------------- | ------------------- | -------------- | ------ | ----- |
|                                                                                               | Sylvain Gaudreault            | Parti québécois     | 12 851         | 39,3 % | 1 275 |
|                                                                                               | Françoise Gauthier (sortante) | Libéral             | 11 576         | 35,4 % | -     |
|                                                                                               | Marc Jomphe                   | Action démocratique | 6 634          | 20,3 % | -     |
|                                                                                               | Sylvain Bergeron              | Québec solidaire    | 839            | 2,6 %  | -     |
|                                                                                               | Dominic Rouette               | Vert                | 703            | 2,2 %  | -     |
|                                                                                               | Pierre Laliberté              | Sans désignation    | 71             | 0,2 %  | -     |
| Total                                                                                         | Total                         | Total               | 32 674         | 100 %  |       |
| Le taux de participation lors de l'élection était de 74,9 % et 275 bulletins ont été rejetés. |                               |                     |                |        |       |

|                                                                                               | Nom                           | Parti               | Nombre de voix | %      | Maj.  |
| --------------------------------------------------------------------------------------------- | ----------------------------- | ------------------- | -------------- | ------ | ----- |
|                                                                                               | Françoise Gauthier (sortante) | Libéral             | 13 826         | 44,4 % | 2 440 |
|                                                                                               | Myrtha Laflamme               | Parti québécois     | 11 386         | 36,6 % | -     |
|                                                                                               | Réjean Laforest               | Action démocratique | 5 216          | 16,8 % | -     |
|                                                                                               | Baptise W. Foisy              | Bloc pot            | 368            | 1,2 %  | -     |
|                                                                                               | Michel Perron                 | UFP                 | 330            | 1,1 %  | -     |
| Total                                                                                         | Total                         | Total               | 31 126         | 100 %  |       |
| Le taux de participation lors de l'élection était de 70,7 % et 337 bulletins ont été rejetés. |                               |                     |                |        |       |

|                                                                                               | Nom                   | Parti               | Nombre de voix | %      | Maj.  |
| --------------------------------------------------------------------------------------------- | --------------------- | ------------------- | -------------- | ------ | ----- |
|                                                                                               | Françoise Gauthier    | Libéral             | 13 077         | 46,5 % | 4 247 |
|                                                                                               | Nicole Racine         | Parti québécois     | 8 830          | 31,4 % | -     |
|                                                                                               | Michèle Boulianne     | Action démocratique | 5 391          | 19,2 % | -     |
|                                                                                               | Gilbert Talbot        | RAP                 | 480            | 1,7 %  | -     |
|                                                                                               | Marc-Boris St-Maurice | Bloc pot            | 323            | 1,1 %  | -     |
| Total                                                                                         | Total                 | Total               | 28 101         | 100 %  |       |
| Le taux de participation lors de l'élection était de 63,5 % et 273 bulletins ont été rejetés. |                       |                     |                |        |       |

|                                                                                               | Nom                       | Parti               | Nombre de voix | %      | Maj.   |
| --------------------------------------------------------------------------------------------- | ------------------------- | ------------------- | -------------- | ------ | ------ |
|                                                                                               | Lucien Bouchard (sortant) | Parti québécois     | 20 475         | 60,5 % | 13 923 |
|                                                                                               | Guylaine Caron            | Libéral             | 6 552          | 19,4 % | -      |
|                                                                                               | Michel Chartrand          | Indépendant         | 5 023          | 14,8 % | -      |
|                                                                                               | Hélène Vigneault          | Action démocratique | 1 686          | 5 %    | -      |
|                                                                                               | Christian Lord            | Loi naturelle       | 120            | 0,4 %  | -      |
| Total                                                                                         | Total                     | Total               | 33 856         | 100 %  |        |
| Le taux de participation lors de l'élection était de 76,9 % et 302 bulletins ont été rejetés. |                           |                     |                |        |        |

|                                                                                             | Nom              | Parti                 | Nombre de voix | %      | Maj.   |
| ------------------------------------------------------------------------------------------- | ---------------- | --------------------- | -------------- | ------ | ------ |
|                                                                                             | Lucien Bouchard  | Parti québécois       | 24 900         | 94,8 % | 24 416 |
|                                                                                             | George Butcher   | Canada !              | 484            | 1,8 %  | -      |
|                                                                                             | Normand Dufour   | Loi naturelle         | 222            | 0,8 %  | -      |
|                                                                                             | Stéphane Gagnon  | Indépendant           | 215            | 0,8 %  | -      |
|                                                                                             | Claude Gagnon    | Indépendant           | 198            | 0,8 %  | -      |
|                                                                                             | Gervais Tremblay | Démocratie socialiste | 185            | 0,7 %  | -      |
|                                                                                             | Jolly Taylor     | Sans désignation      | 57             | 0,2 %  | -      |
| Total                                                                                       | Total            | Total                 | 26 261         | 100 %  |        |
| Le taux de participation lors de l'élection était de 61 % et 341 bulletins ont été rejetés. |                  |                       |                |        |        |

## Référendums
|  | Référendum                     | % du OUI | % du NON | Taux de participation |
|  | Référendum de 1980             | 60,74 %  | 39,26 %  | 86,55 %               |
|  | Accord de Charlottetown (1992) | 22,69 %  | 77,31 %  | 83,57 %               |
|  | Référendum de 1995             | 71,02 %  | 28,98 %  | 93,62 %               |